# Гуга (Клуж)
Гуга (рум. Guga) насеље је у Румунији у округу Клуж у општини Кашеју. Oпштина се налази на надморској висини од 364 m.

## Становништво
Према подацима из 2002. године у насељу је живело 317 становника, од којих су сви румунске националности.